# Super Methane Bros.
Super Methane Brothers è un videogioco a piattaforme del 1993 pubblicato per Amiga e Amiga CD32 dalla Apache Software Ltd.. Il gioco è un clone di Bubble Bobble, della Taito, visto che il gameplay è molto simile.

## Modalità di gioco
Puff e Blow hanno un fucile a gas metano con cui sparano una nuvola di gas immobilizzante. Se questa viene a contatto con un nemico, questo viene assorbito all'interno del gas e poi fluttua per lo schermo per un periodo limitato di tempo. I nemici sono innocui in questo stato. Puff e Blow devono aspirare le nuvole di gas nei loro fucili e poi spararle contro una superficie verticale. In questo modo i nemici si trasformano in bonus che possono essere raccolti.

## Accoglienza e seguiti
Super Methane Bros. venne accolto con recensioni miste, ricevendo un 72% sul numero 39 di Amiga Power, del luglio 1994.
Con il permesso della Apache Software Ltd, nel 2001 venne distribuito un port moderno del gioco, sotto licenza GPLv2, con gli asset originali del gioco. Questa versione è disponibile su Microsoft Windows, Linux e RISC OS. Il codice sorgente e il progetto sono ospitati su SourceForge e l'ultimo aggiornamento risale al 2011.
Nel 2009 una versione per iOS venne pubblicata dalla Mobila Interactive, LLC.
Tra il 2005 e il maggio 2017 Super Methane Bros. venne scaricato, solo da SourceForge, oltre 48.000 volte.